# Западен Бахър ал Газал
Западен Бахър ал Газал (на английски: Western Bahr el Ghazal; на арабски: غرب بحر الغزال) е една от 10-те провинции на Южен Судан. Разположена е в западната част на страната. Заема площ от 93 900 км² и има население от 333 431 души (по данни от 2008 година). Главен град на провинцията е град Уау. Разположена е в западната част на страната близо до границата с ЦАР.